# Helmer Koetje
Helmer Koetje (Veendam, 18 maart 1953 – Vroomshoop, 31 mei 2010) was een Nederlands politicus en burgemeester voor het Christen-Democratisch Appèl (CDA), omroepvoorzitter (IKON) en voormalig (rijks)ambtenaar.

## Biografie
Koetje studeerde bestuurskunde aan de Vrije Universiteit Amsterdam, was in de jaren zeventig als studentassistent en in 1979 als wetenschappelijk ambtenaar aan deze universiteit verbonden en werkte van 1979 tot 1986 op het ministerie van Binnenlandse Zaken.

### Tweede Kamer
De politiek actieve Koetje was van 1979 tot 1980 lid van het dagelijks bestuur van de ARJOS (Anti-Revolutionaire Jongeren Studieclubs, de jongerenorganisatie van de ARP) en van 1980 tot 1982 lid van het bestuur van het CDJA (Christen-Democratisch Jongeren Appèl, de jongerenorganisatie van het CDA). In 1986 werd hij door het CDJA voorgedragen als kandidaat voor de Tweede Kamerverkiezingen dat jaar. Tussen 1986 en 1994 was hij voor die laatste partij lid van de Tweede Kamer. De latere staatssecretaris van Defensie Jack de Vries werd vanaf 1989 zijn persoonlijk medewerker. Bij de verkiezingen van 1994 stond hij op een 42e plaats op de kandidatenlijst en werd hij vanwege het grote verlies van het CDA niet herkozen.

### Burgemeester
Vervolgens werkte Koetje onder andere als lid en later als voorzitter van het Commissariaat voor de Media. Vanaf 2001 was hij burgemeester van Vriezenveen, een Overijsselse gemeente die na een gemeentelijke herindeling vanaf medio 2002 de naam Twenterand kreeg.

Hij was sinds september 2001 ook voorzitter van de Interkerkelijke Omroep Nederland (IKON). In 2007 was Koetje degene die de mogelijkheid tot legalisering van de Deltapiraat zag op frequentie 98.7 MHz. Tot 2007 was hij eveneens voorzitter van de Stuurgroep Experimenten Volkshuisvesting (SEV).
Op 1 juli 2009 werd hij burgemeester van Hoogeveen. Kort na zijn aantreden in Hoogeveen werd bij hem longkanker vastgesteld. Koetje koos ervoor om zo veel mogelijk te blijven werken. Op 31 mei 2010 overleed hij.

## Persoonlijk
Koetje was gehuwd en had drie kinderen.
Marie Louis Willem Schoch (1976-1983) · Lo de Ruiter (1984-1988) · Sijbolt Noorda (1988-1996) · Sytze Faber (1996-2000) · Goos Minderman (wnd, 2000-2001) · Helmer Koetje (2001-2010) · Otto Scholten (wnd, 2010-2016)
- Biografisch Portaal: 38033735
- International Standard Name Identifier: 0000 0003 9605 6545
- Nederlandse Thesaurus van Auteursnamen: 18237341X
- Parlement.com: vg09llomnpye
- Virtual International Authority File: 290905935
- WorldCat: E39PBJjdhyBKqWyw4pvWKT8DMP